# Volker Hauff
Pour les articles homonymes, voir Hauff.
Volker Hauff, né le 9 août 1940 à Backnang, est un homme politique allemand, membre du Parti social-démocrate d'Allemagne (SPD). Il a occupé les postes de ministre fédéral de la Recherche puis des Transports entre 1978 et 1982, et de bourgmestre de Francfort-sur-le-Main de 1989 à 1991.

## Vie professionnelle
Il passe son Abitur à Esslingen am Neckar en 1959, puis étudie les sciences économiques et sociales à l'université libre de Berlin, où il obtient un diplôme en 1966 et un doctorat deux ans plus tard. Salarié de la firme IBM à Stuttgart entre 1971 et 1972, il occupe pendant six ans à partir de 1995 le poste de directeur général de KPMG Deutsche Treuhand-Gesellschaft AG. En 2001, il est nommé pour un anresponsable des infrastructures et du secteur public de KPMG Consulting GmbH, devenue BearingPoint peu après et dont il est vice-président exécutif depuis 2002.
Il a en outre présidé le Conseil du développement durable du gouvernement fédéral entre 2001 et 2010.

## Activité politique

### Les débuts fédéraux
Il adhère au Parti social-démocrate d'Allemagne (SPD) en 1959 et est élu dix ans plus tard député fédéral du Bade-Wurtemberg au Bundestag. Il devient trois ans plus tard secrétaire d'État parlementaire du ministère fédéral de la Recherche dans la seconde coalition sociale-libérale de Willy Brandt, conservant ce poste lorsque Helmut Schmidt remplace Brandt en 1974.

### Ministre de Helmut Schmidt
Le 16 février 1978, Volker Hauff est nommé ministère fédéral de la Recherche et de la Technologie lors d'un remaniement ministériel. À la suite des élections fédérales de 1980, il est désigné le 6 novembre pour occuper le poste de ministre fédéral des Transports. Schmidt est renversé par une motion de censure ramenant le centre-droit au pouvoir le 1er octobre 1982, ce qui l'oblige à quitter le gouvernement.

### Le retour au Bundestag
Il continue toutefois de siéger au Bundestag, où il devient vice-président du groupe SPD après les élections fédérales anticipées de 1983. Lors des élections de 1987, il se fait élire député de Hesse et prend la direction du groupe de travail du groupe parlementaire sur l'Environnement et l'Énergie. Il renonce à toutes ses fonctions en 1988, et à son siège l'année suivante.

### Bourgmestre de Francfort
En 1989, cinq ans après avoir échoué, il parvient à être élu bourgmestre de Francfort-sur-le-Main, capitale de Hesse. Il doit alors faire face à de violentes critiques internes car il n'est pas originaire de la ville ou du Land, mais du Bade-Wurtemberg, et parce qu'il a nommé Linda Reisch, issue du même territoire, adjointe à la Culture en lieu et place de Klaus Sturmfels, originaire de Francfort. Le point culminant de ces désaccords se produit en mars 1991, lorsqu'il apprend par la presse que l'ancienne présidente de la section municipale du parti, Anita Breithaupt, a été désignée adjointe aux Affaires sociales en remplacement de Christine Hohmann-Dennhardt grâce au soutien de l'aile gauche. Il décide alors de donner sa démission et se retire de la vie politique.

## Vie privée
Marié et père de deux enfants, il est le frère cadet de Sigurd Hauff, élu local de Berlin depuis 1971.